# Embolizm
Embolizm (gr. ἐμβολισμός, „wstawka”, „dodatek”) – część modlitwy liturgicznej, wypowiadana (lub śpiewana) przez celebransa po „Ojcze nasz” w czasie mszy świętej.
Jest rozwinięciem prośby modlitwy Pańskiej, w której kapłan prosi o wybawienie od zła i zachowanie Kościoła w pokoju. Wyraża oczekiwanie na przyjście Pana. 
W zwyczajnej formie obrządku rzymskiego embolizm jest postrzegany jako kontynuacja Modlitwy Pańskiej, w związku z czym w czasie mszy po modlitwie tej nie mówi się „Amen”. Natomiast w formie nadzwyczajnej i w obrządku lyońskim po głośnej odpowiedzi zgromadzenia „Ale nas zbaw ode złego” celebrans cicho mówi „Amen”.

## Tekst embolizmu

### Zwyczajna forma rytu rzymskiego
| Tekst łaciński | Tekst polski |
| --- | --- |
| Kapłan: | |
| Líbera nos, quǽsumus, Dómine, ab ómnibus malis, da propítius pacem in diébus nostris, ut, ope misericórdiæ tuæ adiúti, et a peccáto simus semper líberi et ab omni perturbatióne secúri: exspectántes beátam spem et advéntum Salvatóris nostri Iesu Christi. | Wybaw nas, Panie, od zła wszelkiego i obdarz nasze czasy pokojem. Wspomóż nas w swoim miłosierdziu, abyśmy zawsze wolni od grzechu i bezpieczni od wszelkiego zamętu, pełni nadziei oczekiwali przyjścia naszego Zbawiciela, Jezusa Chrystusa. |
| Wierni kończą modlitwę odpowiadając: | |
| Quia tuum est regnum, et potéstas, et glória in sǽcula. | Bo Twoje jest królestwo i potęga, i chwała na wieki. |

### Nadzwyczajna forma rytu rzymskiego
| Tekst łaciński | Tłumaczenie polskie |
| --- | --- |
| Kapłan mówi cicho: | |
| Líbera nos, quǽsumus, Dómine, ab ómnibus malis, prætéritis, præséntibus et futúris: et intercedénte beáta et gloriósa semper Vírgine Dei Genetríce María, cum beátis Apóstolis tuis Petro et Paulo, atque Andréa, et ómnibus Sanctis, da propítius pacem in diébus nostris: ut, ope misericórdiæ tuæ adiúti, et a peccáto simus semper líberi et ab omni perturbatióne secúri. Per eúndem Dóminum nostrum Iesum Christum, Fílium tuum. Qui tecum vivit et regnat in unitáte Spíritus Sancti Deus. | Wybaw nas, prosimy Cię, Panie, od wszelkiego zła przeszłego, teraźniejszego i przyszłego, a za przyczyną Najświętszej i chwalebnej zawsze Dziewicy Bogarodzicy Maryi, świętych Apostołów Twoich Piotra i Pawła oraz Andrzeja i wszystkich świętych, użycz nam miłościwie pokoju za dni naszych, miłosierdzie zaś Twoje niechaj nas wspomoże, abyśmy zawsze byli wolni od grzechu i bezpieczni od wszelkiego zamętu. Przez tegoż Pana naszego Jezusa Chrystusa, Syna Twego, który z Tobą żyje i króluje w jedności Ducha Świętego Bóg. |
| Kapłan głośno dodaje: | |
| Per omnia sǽcula sæculórum. | Przez wszystkie wieki wieków. |
| Ministrant i wierni odpowiadają: | |
| Amen. | Amen. |

W tym obrządku w trakcie odmawiania embolizmu mają miejsce dodatkowe ceremonie: celebrans czyni znak krzyża pateną, całuje ją, a następnie podsuwa pod hostię, leżącą dotąd bezpośrednio na korporale.

### Ryt lyoński
Tekst i ceremonie jak w formie nadzwyczajnej obrządku rzymskiego, z następującymi różnicami:
- w konkluzji modlitwy słowa mają inną kolejność: Qui tecum vivit et regnat Deus, in unitáte Spíritus Sancti (który z Tobą żyje i króluje Bóg, w jedności Ducha Świętego);
- cała modlitwa jest śpiewana (odmawiana głośno w mszy czytanej)[5].